# Rosa dumalis
Espèce
Classification phylogénétique
Rosa dumalis  est une espèce de plantes à fleurs de la famille des Rosaceae. C'est un rosier classé dans la section des Caninae, originaire d'Europe et du sud-ouest de l'Asie. Tous les auteurs ne considèrent pas ce taxon comme une espèce distincte. Flora Europaea le traite comme un simple synonyme de Rosa canina.

## Description
C'est un arbrisseau formant un buisson de 1 à 2 mètres de haut.
Il a de longues épines courbées.
Les feuilles comportent 5 à 7 folioles ovales de couleur vert bleuté.
Il porte des fleurs rose clair ou rose foncé en juin et juillet.
Les fruits sont de forme ovoïde et de consistance molle, et les sépales portent des pendeloques aux bords velus.
On peut le confondre avec Rosa canina, mais il est facile de les distinguer lors de la floraison, puisqu'il a des fleurs rose foncé à rougeâtre et que Rosa canina a des fleurs blanches ou d'un rose très léger.
Il a une variante dont les folioles ont un revers duveteux, Rosa dumalis 'complicata'

## Culture et utilisation
Il serait cultivé depuis 1872.